# Mateo Orfila
Mateo José Buenaventura Orfila (Mahón, Menorca, 24 de abril de 1787 - París, 12 de marzo de 1853) fue un científico español llamado «padre de la toxicología» científica.

## Biografía
Nació en Mahón, el 24 de abril de 1787, en el seno de una familia de comerciantes de origen campesino con ingresos suficientes para asegurar una buena educación para sus hijos. Orfila pudo aprovechar el ambiente cosmopolita de Menorca para aprender lenguas modernas y ciencias durante sus primeros años de formación. Con tan solo catorce años comenzó a impartir lecciones de matemáticas que, a su vez, debía aprender a través de los pocos libros de estas ciencias que podía leer en esos años. Y tras un intento fallido de seguir la carrera de marino como pretendía su padre, optó por estudiar Medicina y contactó con un profesor de origen alemán, Carl Ernst Cook, del que recibió clases de “matemáticas elementales”, “física casi experimental”, “lógica” y “un poco de historia natural”.
No siendo posible estudiar Medicina en Menorca, Orfila viajó a Valencia en septiembre de 1804 para asistir a las clases impartidas en la Facultad de Medicina. Ante las carencias educativas que encontró, decidió aprender química por sí mismo a través de las obras de los principales autores franceses y de pequeñas experiencias que realizaba en su casa con la ayuda de algunos aficionados a esta ciencia, como Juan Sánchez Cisneros, un militar ilustrado que había estudiado en París y que realizó numerosos trabajos relacionados con la mineralogía, la química y la agronomía desde la Sociedad Económica de Amigos del País de Valencia. Orfila pudo adquirir así una extraordinaria formación en química que le permitió deslumbrar a sus compañeros y profesores durante un concurso público celebrado en junio de 1805. 
Al no encontrar el ambiente intelectual necesario para sus estudios, envió a su padre varias cartas durante el verano de 1805 en las que describía muy negativamente la enseñanza de la Medicina en Valencia; su propósito era que le permitiera continuar sus estudios en Barcelona. A principios de 1807, tras un informe favorable de Francisco Carbonell, la Real Junta de Comercio de Barcelona le otorgó una beca (o pensión, según la lengua de la época) para que viajara a Madrid y después a París a continuar los estudios de Química y Mineralogía durante cuatro años, con el fin de que tras su regreso se hiciera cargo de una segunda cátedra de química en Barcelona. Orfila se sumó así a la larga lista de pensionados españoles que viajaron a Francia para estudiar química durante el último tercio del siglo XVIII y los primeros años del siglo XIX.

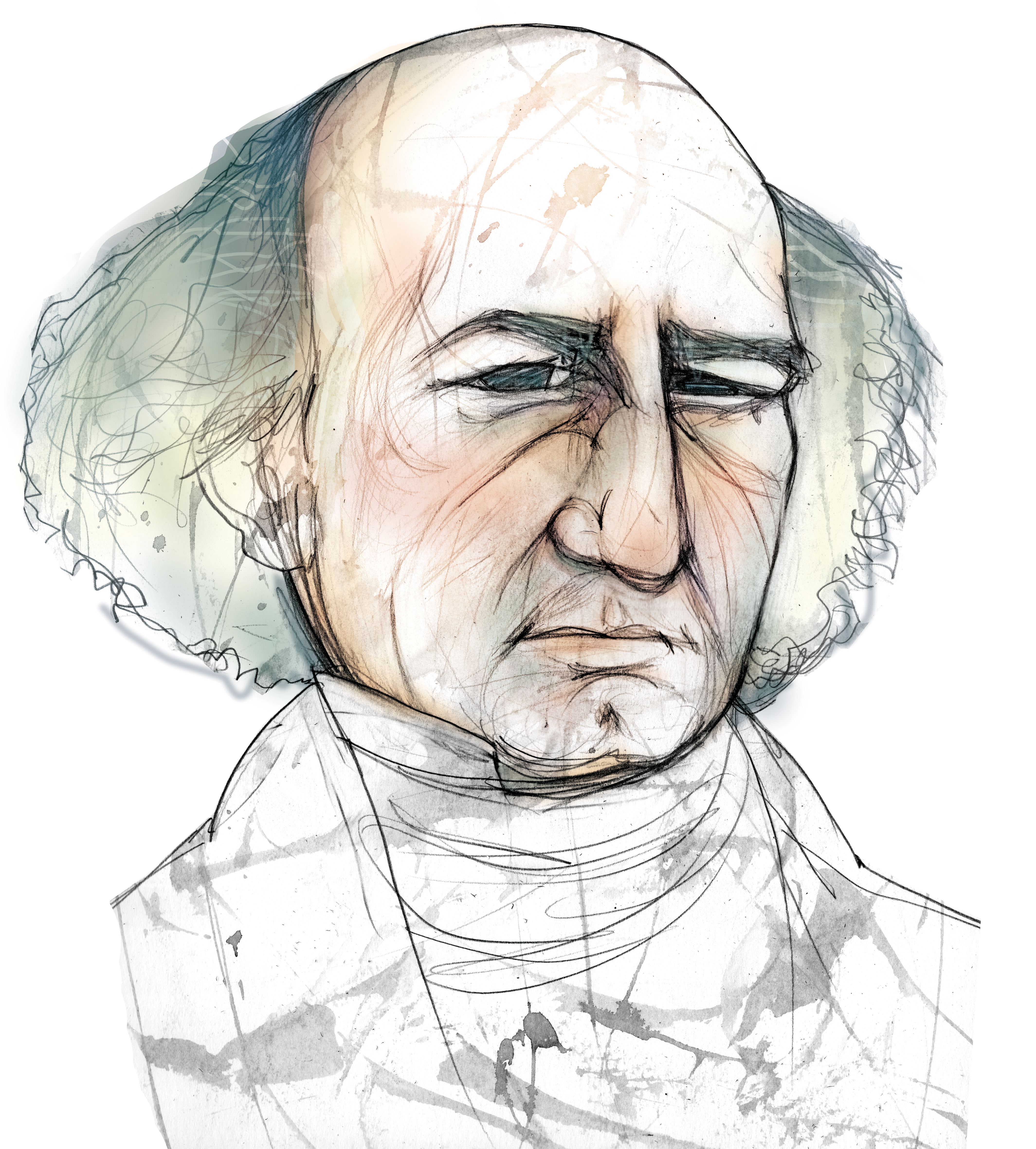
Retrato de Mateo Buenaventura Orfila, por Eulogia Merle

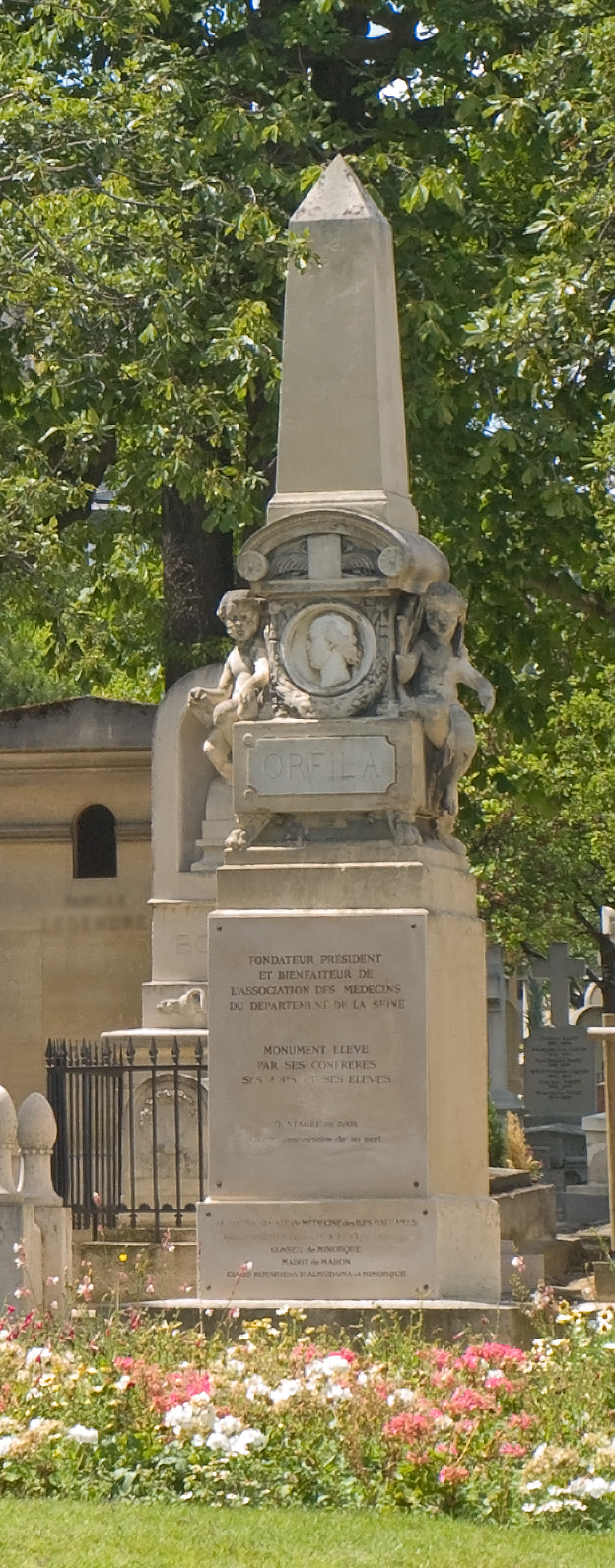
Lápida de Orfila en París

Al mismo tiempo que seguía sus estudios en la Facultad de Medicina de París, Orfila organizó cursos de química y de otras ciencias naturales que lo hicieron famoso y le permitieron obtener ingresos suficientes para rechazar las ofertas de regreso a España que le fueron formuladas por el gobierno de Fernando VII. Adquirió también gran fama como cantante en los salones de París.
Entre 1814 y 1817 aparecieron sus dos principales obras: Traité des Poisons ("Tratado sobre los venenos") y Eléments de chimie médicale ("Elementos de química médica") que le reportaron un gran reconocimiento entre la comunidad científica francesa. La primera obra fue pronto traducida al español (Madrid, 1819) por un amigo afrancesado español, médico del infante Francisco de Paula de Borbón que se hallaba en París por esos años, el padre de Mariano José de Larra, Mariano de Larra y Langelot. En 1819, fue nombrado profesor de la Facultad de Medicina, iniciando así un imparable ascenso que le conduciría a ocupar los más altos cargos de la Medicina francesa en los años de la monarquía orleanista entre 1830 y 1848. 
Orfila introdujo numerosos cambios en la Facultad. Propuso la construcción de pabellones de disección en 1832. Creó el Museo de anatomía patológica (Museo Dupuytren) en 1835, y luego donó 60.000 francos para crear un museo de anatomía comparada abierto en 1845 (actual Museo Orfila). En 1832 fue nombrado miembro del Consejo general de los hospicios. Al año siguiente fue nombrado presidente de la Asociación de prevención de médicos que había fundado. El 14 de febrero de 1834 es también nombrado miembro del Consejo Real de Instrucción Pública. A fines de 1834 es elegido miembro del consejo municipal y del Consejo del Sena. Además lo nombraron también en 1834 caballero de la Legión de Honor.
Participó en asuntos judiciales célebres como el de Mercier o el de Marie Lafarge. En este último fue ridiculizado por François Vincent Raspail, apóstol de la medicina libre que propugnaba una nueva medicación más accesible a las clases populares. Orfila representaba la medicina oficial y diplomada, a diferencia de Raspail, perseguido años más tarde por ejercicio ilegal de esta profesión. Raspail fue condenado a quince francos pero ya no continuó sus consultas gratuitas.
Además de Decano de la Facultad de Medicina de París y miembro del Consejo Real de Instrucción Pública, lo fue también de numerosas academias científicas francesas y extranjeras. Por otra parte, participó activamente en la fundación y desarrollo de dos importantes revistas científicas de la época en que publicó gran número de trabajos relacionados con la toxicología: el Journal de Chimie Médicale, de Pharmacie et de Toxicologie y los Annales d’Hygiène Publique et de Médecine Légale. Sus obras fueron reeditadas en numerosas ocasiones y traducidas a las principales lenguas europeas. Todo ello, junto con su participación como perito en numerosos casos judiciales de envenenamiento, transformó a Orfila en uno de los médicos más famosos de su época. 
Falleció en París el 12 de marzo de 1853.
Orfila tenía talento no solo para la medicina y la química, sino también para la música. Cantaba en salones de París, donde tenía mucha fama y demanda, a veces haciendo duetos con la que sería posteriormente su esposa, Gabrielle Lesueur.
Orfila amaba el dominó y tomó parte con otras personalidades en el Círculo de jugadores de dominó creado hacia 1838 por el escultor Jean-Pierre Dantan. Era además miembro de la Sociedad académica de los hijos de Apolo fundada en París en 1740.

## Obras
- Traité des poisons tirés des règnes minéral, végétal et animal, ou toxicologie générale, considérée sous les rapports de la physiologie, de la pathologie et de la médecine légale, Crochard (Paris), 1814 (V. 1) y 1815 (V. 2)

1. Tome premier, Texto íntegro.
2. Tome second , Texto íntegro.

- Éléments de chimie médicale (1817)
- Secours à donner aux personnes empoisonnées ou asphyxiées: suivis des moyens propres à reconnaître les poisons et les vins frelatés, et à distinguer la mort réelle de la mort apparente (1818), Texto íntegro (2ª edición)
- Traité de toxicologie, Fortin et Masson (Paris), 1818

- 4.ª edición:
1. Tome premier, Texto íntegro.
2. Tome second , Texte íntegro.

- Leçons faisant partie du cours de Médecine Légale Paris, 1821
- Leçons de médecine légale (1823), [La tercera edición tiene por título Traité de médecine légale en vez de Leçons de médecine légale]
- Éléments de chimie appliquée à la médecine et aux arts, Gabon et Crochard, 1824, 2 vol., troisième édition revue, corrigée et augmentée, tomo 2.
- Traité des exhumations juridiques (1830)
- Traité de médecine légale, Béchet (Paris), 1836, 3.ª ed. 4 vol. y 1 atlas:

1. Tome premier, Texto íntegro.
2. Tome deuxième, Texto íntegro.
3. Tome troisième, Texto íntegro.
4. Tome quatrième, Texto íntegro.
5. Atlas, Texto íntegro.

- Recherches sur l'empoisonnement par l'acide arsénieux (1841)
- Éléments de chimie, Labé (Paris), 1851, 2 vols., 8.ª edición:

1. Tome premier, Texto íntegro.
2. Tome second , Texto íntegro.

### Traducciones
- Socorros que se han de dar a los envenenados o asfixiados, de Orfila
- Tratado completo de tocsicología, de Orfila
- Tratado de medicina legal, de Orfila

## Reconocimientos
- 1811 : doctor en medicina de la Facultad de París;
- 1819 : profesor de medicina legal;
- 1820 : miembro de la Academia Nacional de Medicina;
- 1823 : profesor de química médica;
- 1 de mayo de 1831 : decano de la Facultad de medicina de París;
- 2 de junio de 1838 : comendador de la Legión de honor.

Así mismo, tiene dedicadas calles en varias capitales, como París, Madrid, Sevilla o Mahón, su ciudad natal.